# WrestleMania 35
WrestleMania 35 was een professioneel worstel-pay-per-view (PPV) en WWE Network evenement dat georganiseerd werd door WWE voor hun Raw, SmackDown en 205 Live brands. Het was de 35ste editie van WrestleMania en vond plaats op 7 april 2019 in het MetLife Stadium in East Rutherford, New Jersey. Het was de eerste keer dat er vrouwelijke Main Event is in de geschiedenis van WrestleMania. Ook was het de eerste keer in 19 jaar dat The Undertaker niet worstelde bij het evenement.

## Matches
| Nr. | Match | Winnaar(s)                     | Opmerkingen                                                                             | Bron  |
| --- | --- | ------------------------------ | --------------------------------------------------------------------------------------- | ----- |
| 1p  | Tony Nese vs. Buddy Murphy (c) | Buddy Murphy                   | Eén-op-één match voor het WWE Cruiserweight Championship.                               | [ 2 ] |
| 2p  | 17-woman WrestleMania Women's Battle Royal | Carmella                       | Carmella won door Sarah Logan als laatste te elimineren.                                | [ 2 ] |
| 3p  | Curt Hawkins & Zack Ryder vs. The Revival (Dash Wilder and Scott Dawson) (c)                                                                        | Curt Hawkins & Zack Ryder (nc) | Tag Team match voor het WWE Raw Tag Team Championship.                                  | [ 2 ] |
| 4p  | André the Giant Memorial Battle Royal | Braun Strowman                 | Braun won door Colin Jost als laatste te elimineren.                                    | [ 2 ] |
| 5   | Seth Rollins vs. Brock Lesnar (c) (met Paul Heyman)                                                                                                 | Seth Rollins (nc)              | Eén-op-één match voor het WWE Universal Championship.                                   | [ 2 ] |
| 6   | AJ Styles vs. Randy Orton | AJ Styles                      | Eén-op-één match.                                                                       | [ 2 ] |
| 7   | The Usos (Jey Uso & Jimmy Uso) (c) vs. Aleister Black & Ricochet vs. Rusev & Shinsuke Nakamura (met Lana) vs. The Bar (Cesaro & Sheamus)            | The Usos                       | Fatal 4-Way Tag Team match voor het WWE SmackDown Tag Team Championship.                | [ 2 ] |
| 8   | Shane McMahon vs. The Miz | Shane McMahon                  | Falls Count Anywhere Match.                                                             | [ 2 ] |
| 9   | The IIconics (Billie Kay & Peyton Royce) vs. The Boss 'n' Hug Connection (Bayley & Sasha Banks) (c) vs. Nia Jax & Tamina vs. Beth Phoenix & Natalya | The IIconics (nc)              | Fatal 4-Way Tag Team match voor het WWE Women's Tag Team Championship.                  | [ 2 ] |
| 10  | Kofi Kingston (met Big E & Xavier Woods) vs. Daniel Bryan (c) (met Rowan)                                                                           | Kofi Kingston (nc)             | Eén-op-één match voor het WWE Championship.                                             | [ 2 ] |
| 11  | Samoa Joe (c) vs. Rey Mysterio | Samoa Joe                      | Eén-op-één match voor het WWE United States Championship.                               | [ 2 ] |
| 12  | Roman Reigns vs. Drew McIntyre | Roman Reigns                   | Eén-op-één match.                                                                       | [ 2 ] |
| 13  | Triple H vs. Batista | Triple H                       | No Holds Barred match.                                                                  | [ 2 ] |
| 14  | Baron Corbin vs. Kurt Angle | Baron Corbin                   | Eén-op-één match (Angle's laatste match).                                               | [ 2 ] |
| 15  | "The Demon" Finn Bálor vs. Bobby Lashley (c) (met Lio Rush)                                                                                         | Finn Bálor (nc)                | Eén-op-één match voor het WWE Intercontinental Championship.                            | [ 2 ] |
| 16  | Becky Lynch vs. Ronda Rousey (c) (Raw) vs. Charlotte Flair (c) (SmackDown)                                                                          | Becky Lynch (nc)               | Winner Takes All Triple Threat Match voor het WWE Raw & SmackDown Women's Championship. | [ 2 ] |